# Viktor Gyökeres
Viktor Einar Gyökeres (Estocolm, 4 de juny de 1998) és un futbolista suec que juga com a davanter a l'Arsenal FC de la Premier League i a la selecció de Suècia.

## Trajectòria
Va començar jugant de petit al club local IFK Aspudden-Tellus abans de fitxar per l'acadèmia del Brommapojkarna, una de les millors pedreres futbolísitques de Suècia. La seva habilitat i físic el van fer destacar des de jove, i va debutar al primer equip del Brommapojkarna el 2015, quan només tenia 17 anys.
Després de dues bones temporades al Brommapojkarna, Gyökeres va ser fitxat pel Brighton & Hove Albion d'Anglaterra el 2017. Tot i jugar durant diverses temporades a les categories inferiors de Brighton, no va tenir gaire oportunitats al primer equip, per la qual cosa va ser cedit per guanyar experiència.
Primer, va ser cedit al Sankt Pauli, equip de la segona divisió alemanya, durant la temporada 2019-2020. Al St. Pauli, Gyökeres va començar a deixar veure la seva capacitat golejadora amb alguns gols importants, encara que no arribar a consolidar-se mai com a titular fixe. Després, a la temporada 2020-2021, va tornar a la Gran Bretanya i després d'algun partit de Copa amb el Brighton, va ser cedit al Swansea City, equip de l'EFL Championship, on no va tenir tants minuts com al St. Pauli i només va aconsegur fer un gol.
Després de les seves cessions al St. Pauli i el Swansea City, Viktor Gyökeres va tornar al Brighton & Hove Albion, però seguia sense tenir espai al primer equip. Això va portar al club a cedir-lo novament, aquest cop al Coventry City FC, també de l'EFL Championship, al gener de 2021.
A Coventry, Gyökeres va començar a trobar el seu lloc. Tot i que va arribar a meitat de temporada, va començar a jugar força partits i va començar a fer-se important. Després d'un bon rendiment en aquests primers mesos, el club va decidir fitxar-lo de manera permanent el juliol del 2021.
El juliol del 2023, l'Sporting de Portugal el va fitxar per uns 20 milions d'euros, una xifra important per al club portuguès. Gyökeres es va adaptar ràpidament a la Primeira Lliga, on la seva potència física, velocitat i capacitat golejadora van encaixar perfectament en el sistema de l'Sporting i va acabar sent màxim golejador de la lliga i millor jugador de l'any.
El segon any de Gyökeres a Lisboa va ser fins i tot millor que el primer. l'Sporting va tornar a guanyar la lliga i també va guanyar la Taça. En l'aspecte individual, va superar els seus registres golejadors tant a Champions com a les competicions locals, on va tornar a ser màxim golejador de la lliga portuguesa amb 39 gols, el segon millor registre a Portugal del segle XX, només superat per Mario Jardel. El 3 de març, Gyökeres va marcar dos gols en una victòria per 3-1 contra l'Estoril, i amb aquests gols, es va convertir en el primer jugador a marcar contra tots els equips de la Primeira Liga als quals s'ha enfrontat en una sola temporada.
El 26 de juliol de 2025 es va anunciar oficialment que Gyökeres havia signat un contracte de cinc anys amb l'Arsenal. El club londinenc va pagar uns 75 milions d'euros pel davanter de la selecció sueca. Un nou rècord per a un futbolista suec.

## Selecció de Suècia
Després de jugar amb la selecció sub-18 de Suècia i amb la sub-19, va fer el seu debut amb la selecció de Suècia el 8 de gener del 2019 en un partit amistós contra Finlàndia que va finalitzar amb derrota dels suecs per 1 a 0 amb gol d'Eero Markkanen.

## Estadístiques

### Clubs
Dades actualitzades a 25 de juliol de 2025.
| Club                                 | Div.          | Temporada     | Lliga   | Lliga | Copes nacionals | Copes nacionals | Copes internacionals | Copes internacionals | Total   | Total |
| Club                                 | Div.          | Temporada     | Partits | Gols  | Partits         | Gols            | Partits              | Gols                 | Partits | Gols  |
| ------------------------------------ | ------------- | ------------- | ------- | ----- | --------------- | --------------- | -------------------- | -------------------- | ------- | ----- |
| IF Brommapojkarna Suècia             | 2.ª           | 2015          | 8       | 0     | 0               | 0               | ―                    | ―                    | 8       | 0     |
| IF Brommapojkarna Suècia             | 3.ª           | 2016          | 19      | 7     | 4               | 3               | ―                    | ―                    | 23      | 10    |
| IF Brommapojkarna Suècia             | 2.ª           | 2017          | 29      | 13    | 6               | 2               | ―                    | ―                    | 35      | 15    |
| IF Brommapojkarna Suècia             | 1a            | 2018          | 0       | 0     | 1               | 0               | ―                    | ―                    | 1       | 0     |
| IF Brommapojkarna Suècia             | Total club    | Total club    | 56      | 20    | 11              | 5               | 0                    | 0                    | 67      | 25    |
| Brighton & Hove Albion FC Anglaterra | 1a            | 2018-19       | 0       | 0     | 5               | 0               | ―                    | ―                    | 5       | 0     |
| FC Sankt Pauli Alemanya              | 2.ª           | 2019-20       | 26      | 7     | 2               | 0               | ―                    | ―                    | 28      | 7     |
| FC Sankt Pauli Alemanya              | Total club    | Total club    | 26      | 7     | 2               | 0               | 0                    | 0                    | 28      | 7     |
| Brighton & Hove Albion FC Anglaterra | 1a            | 2020-21       | 0       | 0     | 3               | 1               | ―                    | ―                    | 3       | 1     |
| Brighton & Hove Albion FC Anglaterra | Total club    | Total club    | 0       | 0     | 8               | 1               | 0                    | 0                    | 8       | 1     |
| Swansea City AFC Anglaterra          | 2.ª           | 2020-21       | 11      | 0     | 1               | 1               | ―                    | ―                    | 12      | 1     |
| Swansea City AFC Anglaterra          | Total club    | Total club    | 11      | 0     | 1               | 1               | 0                    | 0                    | 12      | 1     |
| Coventry City FC Anglaterra          | 2.ª           | 2020-21       | 19      | 3     | 0               | 0               | —                    | —                    | 19      | 3     |
| Coventry City FC Anglaterra          | 2.ª           | 2021-22       | 45      | 17    | 2               | 1               | —                    | —                    | 47      | 18    |
| Coventry City FC Anglaterra          | 2.ª           | 2022-23       | 49      | 21    | 1               | 1               | —                    | —                    | 50      | 22    |
| Coventry City FC Anglaterra          | Total club    | Total club    | 113     | 41    | 3               | 2               | 0                    | 0                    | 116     | 43    |
| Sporting CP Portugal                 | 1a            | 2023-24       | 33      | 29    | 8               | 9               | 9                    | 5                    | 50      | 43    |
| Sporting CP Portugal                 | 1a            | 2024-25       | 33      | 39    | 11              | 9               | 8                    | 6                    | 52      | 54    |
| Sporting CP Portugal                 | Total club    | Total club    | 66      | 68    | 19              | 18              | 17                   | 11                   | 102     | 97    |
| Arsenal FC Anglaterra                | 1a            | 2025-26       | ―       | ―     | ―               | ―               | ―                    | ―                    | ―       | ―     |
| Arsenal FC Anglaterra                | Total club    | Total club    | 0       | 0     | 0               | 0               | 0                    | 0                    | 0       | 0     |
| Total carrera                        | Total carrera | Total carrera | 272     | 136   | 44              | 27              | 17                   | 11                   | 333     | 174   |

### Selecció
Dades actualitzades a 22 de novembre de 2024
| Selecció | Any natural | Partits Jugats | Gols aconseguits |
| -------- | ----------- | -------------- | ---------------- |
| Suècia   | 2019        | 2              | 1                |
| Suècia   | 2020        | 0              | 0                |
| Suècia   | 2021        | 2              | 0                |
| Suècia   | 2022        | 7              | 1                |
| Suècia   | 2023        | 8              | 3                |
| Suècia   | 2024        | 7              | 10               |
| Suècia   | 2025        | 0              | 0                |
| Total    | Total       | 26             | 15               |

## Palmarès

#### IF Brommapojkarna
- Ettan: 2016
- Superettan: 2017

#### Sporting CP
- 2 Primeira Liga: 2023–24, 2024-25
- Taça de Portugal: 2024-25[22]

#### Individual
- Membre de l'equip de l'any EFL Championship: 2022–23[23]
- Membre de l'equip de l'any PFA Championship: 2022–23 Championship[24]
- Jugador del mes a la EFL Championship: Novembre 2022,[25] Març 2023[26]
- Bota d'Or del campionat d'Europa sub-19 de la UEFA 2017[27]
- Màxim Golejador Primeira Liga: 2023–24,[8] 2024-25[28]
- Jugador de l'Any Primeira Liga: 2023–24[9]
- Membre de l'equip de l'Any Primeira Liga: 2023–24[29]
- Jugador del mes a la Primeira Liga: Setembre 2023,[30] Octubre/Novembre 2023,[31] Desembre 2023,[32] Gener 2024,[33] Abril 2024,[34] Agost 2024,[35] Març 2025[36]
- Davanter del mes a la Primeira Liga: Setembre 2023,[37] Octubre/Novembre 2023,[38] Desembre 2023,[39] Gener 2024,[40] Abril 2024,[41] Agost 2024,[42] Març 2025,[43] Abril 2025[44]
- Futbolista suec de l'any 2024[45]
- Davanter suec de l'any: 2023, 2024[46]